# Onthophagus lore
Onthophagus lore là một loài bọ cánh cứng trong họ Bọ hung (Scarabaeidae).